# Clephedron
Clephedron (auch bekannt als 4-Chlormethcathinon und 4-CMC) ist ein Stimulans das als Designerdroge verkauft wird.

## Wirkung
Wie Mephedron wirkt Clephedron mit einem erhöhten Blutdruck, Tachykardie, Hyperthermie und Angstzuständen auf den Körper.

### Toxizität
Studien an Mäusen deuten darauf hin, dass es neurotoxisch ist. Clephedron ist zytotoxisch und induziert oxidativen Stress. Clophedron auch 3-CMC (3-Chlormethcathinon), ein eng verwandter Stoff dessen Chloratom an einer anderen Stelle liegt. Clophedron steht ebenfalls wie Clephedron im Verdacht stark neurotoxisch zu sein.

## Pharmakologie
Clephedron wirkt ähnlich wie Mephedron hauptsächlich als Serotonin-Noradrenalin-Dopamin-Releasing-Agent (SNDRA) und ebenfalls als Serotonin-Noradrenalin-Dopamin-Wiederaufnahmehemmer (SNDRI).
|            | Freisetzung DAT EC50 (nM) | Freisetzung von NET EC50 (nM) | Freisetzung SERT EC50 (nM) |
| ---------- | ------------------------- | ----------------------------- | -------------------------- |
| Mephedron  | 103 ± 16                  | 83 ± 20                       | 188 ± 22                   |
| Clephedron | 91 ± 11                   | 99 ± 18                       | 169 ± 20                   |

|            | Aufnahmehemmung bei DAT IC50 (nM) | Aufnahmehemmung bei NET IC50 (nM) | Aufnahmehemmung bei SERT IC50 (nM) |
| ---------- | --------------------------------- | --------------------------------- | ---------------------------------- |
| Mephedron  | 769 ± 106                         | 319 ± 40                          | 600 ± 99                           |
| Clephedron | 1014 ± 78                         | 559 ± 57                          | 542 ± 38                           |

## Rechtsstatus
In Deutschland ist es als nicht verkehrsfähiges Betäubungsmittel eingestuft. In Österreich ist es als Suchtmittel eingestuft.
Das Büro der Vereinten Nationen für Drogen- und Verbrechensbekämpfung gab im Dezember 2019 die Empfehlung bekannt, Clephedron in den Anhang II aufzunehmen.

## Externe Links zu erwähnten Verbindungen
1. ↑  Externe Identifikatoren von bzw. Datenbank-Links zu Clephedronhydrochlorid:  CAS-Nr.: 1607439-32-6, PubChem: 90645589, ChemSpider: 34249704, Wikidata: Q134114196.
2. ↑  Externe Identifikatoren von bzw. Datenbank-Links zu (R)-Clephedron:  CAS-Nr.: 2290774-43-3, Wikidata: Q134114191.
3. ↑  Externe Identifikatoren von bzw. Datenbank-Links zu (S)-Clephedron:  CAS-Nr.: 1823162-72-6, PubChem: 93798581, Wikidata: Q134114190.